# Kirche am Leopoldsberg

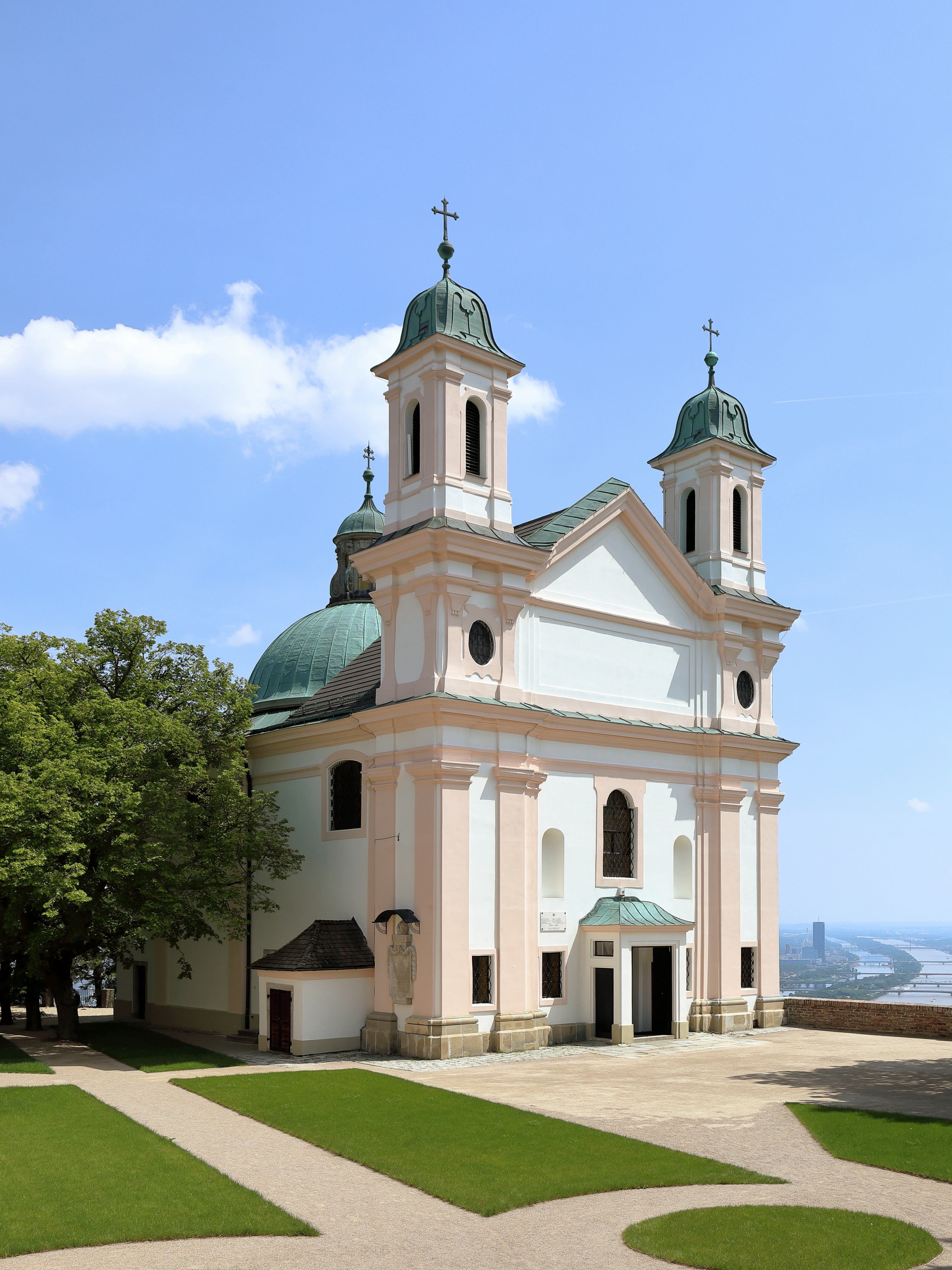
Kirche Sankt Leopold auf dem Leopoldsberg

Die Leopoldskirche am Leopoldsberg ist eine römisch-katholische Rektoratskirche im Bezirksteil Kahlenbergerdorf des 19. Wiener Gemeindebezirks Döbling. Sie ist dem heiligen Markgraf Leopold geweiht und wird von der Stiftspfarre Nussdorf betreut.
Nach längerer Zeit einer Sperre, die mit dem „Umbau“ der Burg begründet wurde, ist die Kirche seit Juni 2018 wieder öffentlich zugänglich.

## Geschichte

Grundriss der Kirche mit den zwei Bauetappen: █ 1679–1693, █ 1717–1730

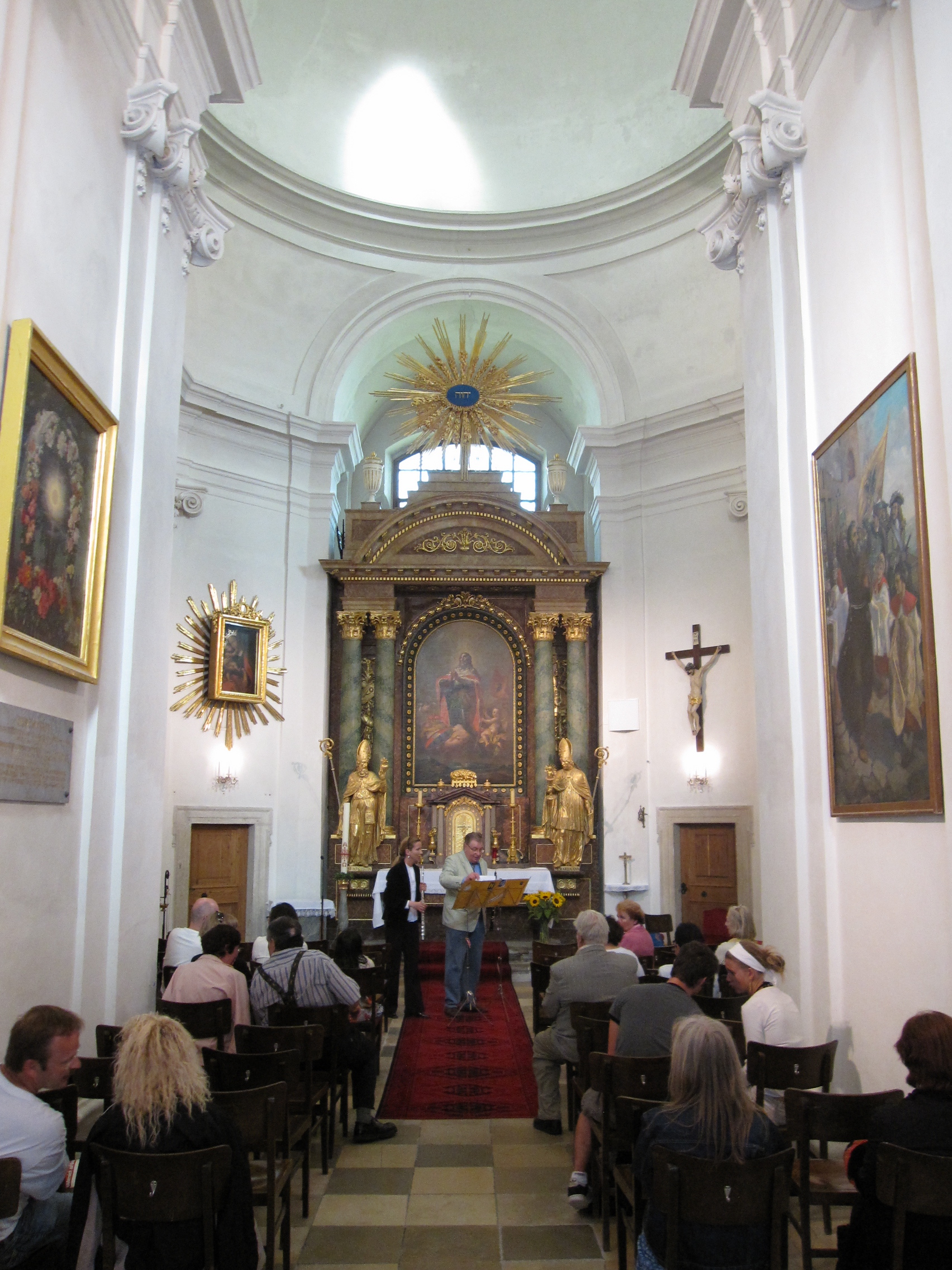
Innenansicht mit Blick auf Hochaltar (2009)

Nachdem die Burg auf dem Leopoldsberg, in der sich eine Kapelle, die dem Hl. Georg geweiht war, im Zuge der Ersten Türkenbelagerung großteils gesprengt wurde, ließ Kaiser Leopold I. anlässlich der Pest in Wien 1679 am Leopoldsberg – damals noch Kahlenberg bezeichnet – abermals einen Sakralbau errichten und widmete ihn dem 1485 heiliggesprochenem Babenberger Markgrafen Leopold III. 1683 bei der Zweiten Türkenbelagerung wurde die neu errichtete Kapelle mit der Form eines zentralen Kuppelraumes und vier Kreuzarmen in Brand gesetzt und geplündert. Nachdem die Kapelle wiederinstandgesetzt und fertiggestellt worden war, erfolgte 1693 die Weihung. Mit der Fertigstellung der Kirche vollzog sich auch die Namensänderung. Die Bezeichnung „Kahlenberg“ ging nun auf den benachbarten höheren „Sauberg“ über. Der Berg mit der Leopoldskapelle erhielt den Namen „Leopoldsberg“.
Die Kirche wurde nun mit großen Kostbarkeiten ausgestattet. Große Verehrung genoss etwa ein Marienbild, das als „Maria Türkenhilfe“ bezeichnet wurde.
Der Architekt des ursprünglichen Baues von 1693 ist nicht bekannt. Um 1720 wurde die Kapelle nach Plänen von Antonio Beduzzi zu einer Kirche ausgebaut; dies entspricht im Wesentlichen dem heutigen Aussehen. Im Zuge des Josephinismus wurde die Kirche um 1784 entweiht, jedoch bereits 1798 unter Josephs Neffen Kaiser Franz II. wieder neu geweiht.
Am 7. Februar 1945 zerstörte eine feindliche Fliegerbombe etwa ein Drittel der Kirche; unter anderem wurde der Südturm vollständig zerstört. Die bald darauf einsetzenden Wiederaufbauarbeiten ließen das Gotteshaus in der ursprünglichen Gestalt mit den barocken Turmabschlüssen anstelle der klassizistischen von 1824 wiedererstehen.

## Baubeschreibung
Der ursprüngliche Sakralbau war ein Zentralbau mit einer kreisrunden Kuppelschale. An diesen Kuppelbau schließen sich an allen vier Seiten kurze, tonnengewölbte Kreuzarme gleicher Länge. Die Erweiterung der Kirche durch Anbauten der Eckräume zwischen den Kreuzarmen, einer Vorhalle und der beiden Fassadentürmchen erfolgten um 1720.
Die Wände beleben Pilaster mit ionischen Kapitellen. Im Obergeschoß läuft eine Empore durch. Die zweigeschoßige Fassade gliedern toskanische Pilaster.
An den Außenwänden der Kirche sind mehrere Gedenktafel angebracht; unter anderem wurde 1904 eine Gedenktafel an Kaiserin Elisabeth angebracht, die im Mai 1896 diesen Ort besuchte.

## Ausstattung
Der Hochaltar zeigt in der Mitte den hl. Leopold, gestaltet von Christian Sambach um 1790. Rechts davon ist der selige Bischof Hartmann von Brixen und links der hl. Augustinus.
Der linke Seitenaltar zeigt in der Mitte die hl. Mutter Anna mit den seitlichen Statuen den hl. Joachim und den hl. Josef. Der rechte Seitenaltar zeigt in der Mitte Irene mit dem hl. Sebastian. Die seitlichen Statuen rechts mit dem hl. Rochus und links den hl. Karl Borromäus.

### Tetragramm

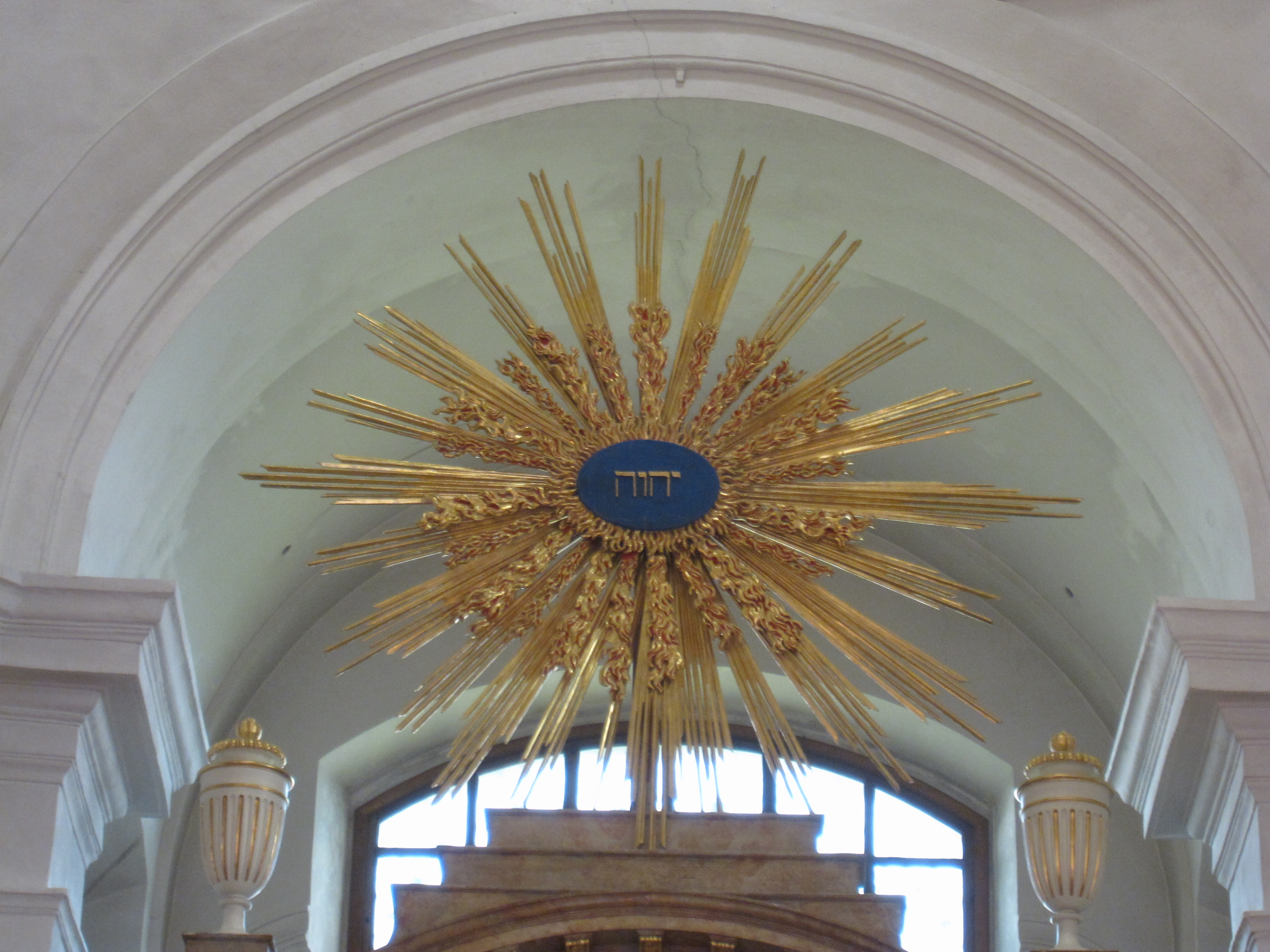
Tetragramm mit dem hebräischen Namen יהוה für Gott

Während der Schließung im Jahre 1782 verschwand neben dem vielen kostbaren Inventar auch der Hochaltar. Zur Wiedereinweihung der Kirche am 14. November 1798 hatte der akademische Bildhauer Adam Vogl 1797/98 den neuen Hochaltar im klassizistischen Stil geschaffen. In den Glorienschein schnitzte er den Namen Gottes ein. Um diese Zeit war es Brauch, den Namen Gottes in den Kirchen sichtbar anzubringen. In Wien ist er auch in der gleichen Zeit erbauten Karlskirche zu finden.